# Mabule
Mabule è un villaggio del Botswana situato nel distretto Meridionale, sottodistretto di Barolong. Il villaggio, secondo il censimento del 2011, conta 2.260 abitanti.

## Località
Nel territorio del villaggio sono presenti le seguenti 5 località:
- Dinareng / Setimeleng di 16 abitanti,
- Galekosha,
- Gamelongwana,
- Kgaolo Mahudiso di 2 abitanti,
- Mmalekalaka di 7 abitanti